# Asha Haji Elmi
Asha Haji Elmi (tiếng Somalia: Caasha Xaaji Cilmi, tiếng Ả Rập: عائشة حاجي علمي) (sinh năm 1962) là một chính trị gia và nhà hoạt động hòa bình Somali. Kể từ tháng 8 năm 2012, bà là thành viên của Quốc hội Liên bang Somalia.

## Tiểu sử
Elmi sinh năm 1962 ở Somalia. Bà đến từ tiểu bang Saleebaan của Habar Gidir.
Sau khi hoàn tất giáo dục trung học của mình, Elmi đã lấy được bằng kinh tế từ Đại học Quốc gia Somalia. Bà cũng có bằng Thạc sĩ Quản trị Kinh doanh từ Đại học Quốc tế Hoa Kỳ.
Elmi kết hôn với Abdi Farah Shirdon Saaid, một doanh nhân nổi tiếng và là cựu Thủ tướng của Somalia.

## Sự nghiệp

### Nhà hoạt động hòa bình
Vào những năm 2000, Elmi đã thành lập phong trào phụ nữ Sixth Clan để thúc đẩy sự tham gia của phụ nữ vào chính trị Somalia. Sau đó, bà được chọn vào Nghị viện liên bang chuyển tiếp (TFP) vào ngày 29 tháng 8 năm 2004 và phục vụ cho đến năm 2009.
Elmi cũng là người sáng lập Save Somali Women and Children (SSWC), được tạo ra vào năm 1992 trong thời kỳ đỉnh cao của Nội chiến Somalia.
Ngoài ra, Asha đã được quốc tế thừa nhận vì hoạt động chống lại Cắt âm đạo (FGC) ở Somalia và các khu vực khác. Bà thường xuyên đi đến các trường cao đẳng và các trường đại học trên khắp thế giới để diễn thuyết về các điều kiện chính trị địa phương và những ảnh hưởng của FGC.

### Quốc hội liên bang
Vào tháng 8 năm 2012, Elmi đã được chọn làm nhà lập pháp trong Quốc hội Liên bang Somalia.

## Giải thưởng
Elmi đã nhận được nhiều giải thưởng cho cống hiến vì hòa bình của mình. Năm 2008, bà là một trong số nhiều người nhận được Right Livelihood Award. Vào tháng 9 năm 2009, bà cũng nằm trong số năm ứng cử viên được trao giải thưởng Công dân toàn cầu của bà Clinton.